# Halmstad
Halmstad ([ˈhalmsta]ⓘ) es una ciudad y centro administrativo de la provincia de Halland, Suecia. Es además puerto, universidad, centro industrial y recreativo, ubicada en la desembocadura del río Nissan, en el suroeste de Suecia.
Con una superficie de 1018 km², limita al norte con el municipio de Falkenberg, al noreste con el municipio de Hylte, al este con la provincia de Kronoberg, al sur con el municipio de Laholm y al este con el estrecho del Kattegat.

## Historia
Halmstad fue fundada en la década de 1320, durante el reinado de Cristóbal II de Dinamarca. El nombre de Halmstad es mencionado en el Liber Census Daniæ de rey Valdemar II de Dinamarca, en 1231, como lugar de residencia real. Una persona desde Halmstad se llama un "Halmstadino". 
Entre 1434 y 1436 ocurrió una revuelta contra la Unión de Kalmar, regida por Erico de Pomerania, que fue dirigida por el sueco Engelbrekt Engelbrektsson, resultando Halmstad arrasada y quemada.
En 1563, al comienzo de la Guerra Nórdica de los Siete Años (1563-1570), la ciudad fue asediada. El año 1619 ocurrió un gran incendio que devastó la ciudad, con la excepción de edificios construidos de piedra y la iglesia.
Como resultado del Tratado de Roskilde en 1658, la ciudad pasó a formar parte de Suecia. Durante la Guerra Escanesa (1675-1679) ocurrió la Batalla de Halmstad, en las afueras de la ciudad.
Entre 1882 y 1889 se construyó la línea de ferrocarril que unió la ciudad con Nässjö, Helsingborg, Varberg y Bolmen.
En la ciudad tienen sede el Colegio Universitario de Halmstad (Halmstad Högskolan), el Colegio universitario técnico de la Defensa (Försvarsmaktens tekniska skola) y el Colegio universitario militar Halmstad (Militärhögskolan Halmstad).

## Deportes
Es sede del club de fútbol Halmstads BK.
En balonmano, el club más representativo es el HK Drott Halmstad, que ha vencido la liga sueca en 11 ocasiones y fue finalista de la Recopa de Europa en 1990.

## Halmstadinos ilustres

### Nacidos en Halmstadt
- Jonas Altberg (Basshunter), cantante, disc-jockey y productor discográfico.
- Carl Bildt, político, ex primer ministro y actual (2008) ministro de Asuntos Exteriores (RREE)
- Per Gessle, músico integrante de las bandas Roxette y Gyllene Tider.
- Ernst Wigforss, político y Ministro de Finanzas en 3 períodos.
- Fredrik Ljungberg, futbolista y modelo para Calvin Klein
- Sofia Arvidsson, tenista profesional.
- Ingrid Wallberg, arquitecta.
- Susanne Ljungskog, ciclista profesional.
- Jörgen Persson, jugador profesional de tenis de mesa.
- Johannes Rydberg, físico. Autor de la Fórmula de Rydberg.
- Bengt Samuelsson, bioquímico. Ganador del Premio Nobel 1982.
- Michael y Christopher Amott, guitarristas de Arch Enemy.
- Niklas Kvarforth, músico líder de Shining.
- Sofia Lund (enlace roto disponible en Internet Archive; véase el historial, la primera versión y la última). - escritora y política famosa.

### Bandas musicales originarias
- Arch Enemy, banda de death metal melódico
- Roxette, banda de música pop
- Shining, banda de black metal